# Liste der Länderspiele der burkinischen Fußballnationalmannschaft
Die Liste der Länderspiele der burkinischen Fußballnationalmannschaft bietet einen Überblick über alle Länderspiele der Nationalmannschaft Burkina Fasos (von 1960 bis 1984 Obervolta) seit dem ersten Spiel gegen Gabun am 13. April 1960 im Rahmen der Jeux de la Communauté in Madagaskar, einige Monate bevor die französische Kolonie Obervolta die Unabhängigkeit erlangte.

## 1960 bis 1969
| Datum    | Ergebnis | Gegner                       | Anlass                            | Austragungsort            | Bemerkung |
| -------- | -------- | ---------------------------- | --------------------------------- | ------------------------- | --------- |
| 13.04.60 | 5:4      | Gabun                        | Jeux de la Communauté             | Antananarivo (Madagaskar) |           |
| 15.04.60 | 1:6      | Madagaskar                   | Jeux de la Communauté             | Antananarivo (Madagaskar) |           |
| 12.61    | 5:1      | Liberia                      | Jeux de l’Amitié                  | Abidjan (Elfenbeinküste)  |           |
| 12.61    | 1:1      | Zentralafrikanische Republik | Jeux de l’Amitié                  | Abidjan (Elfenbeinküste)  |           |
| 12.61    | 1:2      | Elfenbeinküste               | Jeux de l’Amitié                  | Abidjan (Elfenbeinküste)  |           |
| 01.02.63 | 0:1      | Mali                         | Freundschaftsspiel                | (Mali)                    |           |
| 11.04.63 | 0:4      | Gabun                        | Jeux de l’Amitié                  | Dakar (Senegal)           |           |
| 13.04.63 | 2:2      | Gambia                       | Jeux de l’Amitié                  | Dakar (Senegal)           |           |
| 11.12.64 | 1:5      | Kamerun                      | Freundschaftsspiel                |                           |           |
| 12.64    |          | Dahome                       | Quali. Panafrikanische Spiele     | (Nigeria)                 |           |
| 12.64    |          | Togo                         | Quali. Panafrikanische Spiele     | (Nigeria)                 |           |
| 27.12.64 | 2:2      | Niger                        | Quali. Panafrikanische Spiele     | Lagos (Nigeria)           |           |
| 29.12.64 | 1:6      | Nigeria                      | Quali. Panafrikanische Spiele     | Lagos (Nigeria)           |           |
| 12.02.67 | 1:2      | Algerien                     | Afrikameisterschaft-Qualifikation | Ouagadougou (Obervolta)   |           |
| 09.04.67 | 1:3      | Algerien                     | Afrikameisterschaft-Qualifikation | Algier (Algerien)         |           |
| 01.08.67 | 3:2      | Niger                        | Freundschaftsspiel                | (Niger)                   |           |
| 27.09.67 | 0:4      | Mali                         | Afrikameisterschaft-Qualifikation | Unbekannt (Mali)          |           |
| 01.10.67 | 2:5      | Ghana                        | Freundschaftsspiel                | Accra (Ghana)             |           |
| 15.11.67 | 0:1      | Mali                         | Afrikameisterschaft-Qualifikation | Unbekannt (Obervolta)     |           |
| 26.11.67 | 3:2      | Elfenbeinküste               | Freundschaftsspiel                | (Obervolta)               |           |
| 25.02.68 | 2:0      | Guinea                       | Freundschaftsspiel                | Unbekannt (Obervolta)     |           |
| 31.03.68 | 1:3      | Guinea                       | Freundschaftsspiel                | Conakry (Guinea)          |           |
| 02.04.68 | 3:1      | Guinea                       | Freundschaftsspiel                | Conakry (Guinea)          |           |

## 1970 bis 1979
| Datum    | Ergebnis | Gegner         | Anlass                            | Austragungsort           | Bemerkung                         |
| -------- | -------- | -------------- | --------------------------------- | ------------------------ | --------------------------------- |
| 22.03.70 | 3:3      | Niger          | Freundschaftsspiel                | Unbekannt (Obervolta)    |                                   |
| 27.11.71 | 0:4      | Nigeria        | Freundschaftsspiel                | Lagos (Nigeria)          |                                   |
| 30.11.71 | 0:1      | Togo           | Freundschaftsspiel                | Lomé (Togo)              |                                   |
| 12.12.71 | 1:2      | Togo           | Freundschaftsspiel                | Ouagadougou (Obervolta)  |                                   |
| 17.09.72 | 2:0      | Niger          | Quali. Panafrikanische Spiele     | Ouagadougou (Obervolta)  |                                   |
| 01.10.72 | 2:3      | Dahome         | Quali. Panafrikanische Spiele     | Cotonou (Dahome)         |                                   |
| 29.10.72 | 2:1      | Niger          | Quali. Panafrikanische Spiele     | Lomé (Togo)              |                                   |
| 12.11.72 | 3:1      | Dahome         | Quali. Panafrikanische Spiele     | Ouagadougou (Obervolta)  |                                   |
| 08.01.73 | 0:3      | Kongo          | Panafrikanische Spiele 1973       | Ibadan (Nigeria)         | 1. Spiel gegen die Republik Kongo |
| 10.01.73 | 2:3      | Guinea         | Panafrikanische Spiele 1973       | Ibadan (Nigeria)         |                                   |
| 12.01.73 | 2:4      | Ägypten        | Panafrikanische Spiele 1973       | Ibadan (Nigeria)         | 1. Spiel gegen Ägypten            |
| 16.09.73 | 0:5      | Zaire          | Afrikameisterschaft-Qualifikation | Unbekannt (Obervolta)    | 1. Spiel gegen Zaire              |
| 30.09.73 | 1:4      | Zaire          | Afrikameisterschaft-Qualifikation | Unbekannt (Zaire)        |                                   |
| 13.03.76 | 1:1      | Mauretanien    | WM-Qualifikation                  | Ouagadougou (Obervolta)  | 1. Spiel gegen Mauretanien        |
| 28.03.76 | 2:0      | Mauretanien    | WM-Qualifikation                  | Nouakchott (Mauretanien) |                                   |
| 04.09.76 | 1:1      | Elfenbeinküste | WM-Qualifikation                  | Ouagadougou (Obervolta)  |                                   |
| 26.09.76 | 0:2      | Elfenbeinküste | WM-Qualifikation                  | Abidjan (Elfenbeinküste) |                                   |
| 24.11.76 | 1:2      | Mali           | Freundschaftsspiel                | Unbekannt (Mali)         |                                   |
| 18.09.77 | 0:1      | Elfenbeinküste | Afrikameisterschaft-Qualifikation | Ouagadougou (Obervolta)  |                                   |
| 02.10.77 | 1:4      | Elfenbeinküste | Afrikameisterschaft-Qualifikation | Abidjan (Elfenbeinküste) |                                   |
| 05.03.78 | 2:4      | Nigeria        | Afrikameisterschaft               | Accra (Ghana)            |                                   |
| 08.03.78 | 0:2      | Sambia         | Afrikameisterschaft               | Accra (Ghana)            | 1. Spiel gegen Sambia             |
| 10.03.78 | 0:3      | Ghana          | Afrikameisterschaft               | Accra (Ghana)            |                                   |

## 1980 bis 1989
| Datum    | Ergebnis | Gegner         | Anlass                            | Austragungsort             | Bemerkung                  |
| -------- | -------- | -------------- | --------------------------------- | -------------------------- | -------------------------- |
| 18.07.81 | 1:0      | Nigeria        | Freundschaftsspiel                | Ouagadougou (Obervolta)    |                            |
| 30.08.81 | 0:7      | Algerien       | Afrikameisterschaft-Qualifikation | Algier (Algerien)          |                            |
| 06.09.81 | 1:2      | Niger          | Freundschaftsspiel                | Niamey (Niger)             |                            |
| 20.09.81 | 1:1      | Algerien       | Afrikameisterschaft-Qualifikation | Ouagadougou (Obervolta)    |                            |
| 24.01.82 | 0:0      | Senegal        | Freundschaftsspiel                | Bobo-Dioulasso (Obervolta) | 1. Spiel gegen den Senegal |
| 15.02.82 | 2:1      | Liberia        | Westafrikameisterschaft           | Cotonou (Benin)            | 1. Spiel gegen Liberia     |
| 17.02.82 | 1:2      | Togo           | Westafrikameisterschaft           | Cotonou (Benin)            |                            |
| 19.02.82 | 0:1      | Ghana          | Westafrikameisterschaft           | Cotonou (Benin)            |                            |
| 22.02.82 | 1:1      | Elfenbeinküste | Westafrikameisterschaft           | Cotonou (Benin)            |                            |
| 03.10.82 | 1:1      | Niger          | Freundschaftsspiel                | Bobo-Dioulasso (Obervolta) |                            |
| 17.11.84 | 1:1      | Togo           | Westafrikameisterschaft           | Ouagadougou (Burkina Faso) |                            |
| 20.11.84 | 1:1      | Elfenbeinküste | Westafrikameisterschaft           | Ouagadougou (Burkina Faso) |                            |
| 22.11.84 | 1:0      | Benin          | Westafrikameisterschaft           | Ouagadougou (Burkina Faso) |                            |
| 24.11.84 | 1:0      | Ghana          | Westafrikameisterschaft           | Ouagadougou (Burkina Faso) |                            |
| 28.11.84 | 0:1      | Elfenbeinküste | Westafrikameisterschaft           | Ouagadougou (Burkina Faso) |                            |
| 23.02.86 | 1:0      | Liberia        | Westafrikameisterschaft           | Accra (Ghana)              |                            |
| 24.02.86 | 0:1      | Togo           | Westafrikameisterschaft           | Accra (Ghana)              |                            |
| 26.02.86 | 0:0      | Niger          | Westafrikameisterschaft           | Accra (Ghana)              |                            |
| 27.02.86 | 0:2      | Ghana          | Westafrikameisterschaft           | Accra (Ghana)              |                            |
| 01.03.86 | 0:2      | Ghana          | Westafrikameisterschaft           | Accra (Ghana)              |                            |
| 02.03.86 | 1:2      | Niger          | Westafrikameisterschaft           | Accra (Ghana)              |                            |
| 01.02.87 | 0:2      | Liberia        | Westafrikameisterschaft           | Monrovia (Liberia)         |                            |
| 03.02.87 | 0:3      | Nigeria        | Westafrikameisterschaft           | Monrovia (Liberia)         |                            |
| 05.02.87 | 3:2      | Benin          | Westafrikameisterschaft           | Monrovia (Liberia)         |                            |
| 20.12.87 | 0:1      | Liberia        | Freundschaftsspiel                | Monrovia (Liberia)         |                            |
| 22.12.87 | 0:1      | Senegal        | Freundschaftsspiel                | Monrovia (Liberia)         |                            |
| 25.05.88 | 3:0      | Ghana          | Freundschaftsspiel                | Unbekannt                  |                            |
| 03.06.88 | 0:3      | Libyen         | WM-Qualifikation                  | Tripolis (Libyen)          | 1. Spiel gegen Libyen      |
| 03.07.88 | 2:0      | Libyen         | WM-Qualifikation                  | Ouagadougou (Burkina Faso) |                            |
| 24.07.88 | 1:0      | Niger          | Freundschaftsspiel                | Ouagadougou (Burkina Faso) |                            |
| 27.07.88 | 3:1      | Ghana          | Freundschaftsspiel                | Ouagadougou (Burkina Faso) |                            |
| 09.10.88 | 0:3      | Gabun          | Afrikameisterschaft-Qualifikation | Libreville (Gabun)         |                            |
| 23.10.88 | 1:0      | Gabun          | Afrikameisterschaft-Qualifikation | Ouagadougou (Burkina Faso) |                            |

## 1990 bis 1999
| Datum    | Ergebnis        | Gegner         | Anlass                            | Austragungsort                | Bemerkung                   |
| -------- | --------------- | -------------- | --------------------------------- | ----------------------------- | --------------------------- |
| 30.05.90 | 1:0             | Ghana          | Freundschaftsspiel                | Unbekannt                     |                             |
| 17.08.90 | 2:0             | Benin          | Afrikameisterschaft-Qualifikation | Ouagadougou (Burkina Faso)    |                             |
| 01.09.90 | 2:0             | Togo           | Afrikameisterschaft-Qualifikation | Ouagadougou (Burkina Faso)    |                             |
| 10.10.90 | 0:2             | Ghana          | Afrikameisterschaft-Qualifikation | Accra (Ghana)                 |                             |
| 13.01.91 | 1:1             | Nigeria        | Afrikameisterschaft-Qualifikation | Ouagadougou (Burkina Faso)    |                             |
| 27.01.91 | 2:1             | Benin          | Afrikameisterschaft-Qualifikation | Cotonou (Benin)               |                             |
| 21.04.91 | 0:1             | Togo           | Afrikameisterschaft-Qualifikation | Lomé (Togo)                   |                             |
| 14.07.91 | 2:1             | Ghana          | Afrikameisterschaft-Qualifikation | Ouagadougou (Burkina Faso)    |                             |
| 27.07.91 | 1:7             | Nigeria        | Afrikameisterschaft-Qualifikation | Lagos (Nigeria)               |                             |
| 16.08.92 | 1:1             | Liberia        | Afrikameisterschaft-Qualifikation | Ouagadougou (Liberia)         |                             |
| 30.08.92 | 0:3             | Ghana          | Afrikameisterschaft-Qualifikation | Accra (Ghana)                 |                             |
| 02.01.93 | 1:1             | Gabun          | Freundschaftsspiel                | Libreville (Gabun)            |                             |
| 03.01.93 | 1:0             | Mali           | Freundschaftsspiel                | Ouagadougou (Burkina Faso)    |                             |
| 05.01.94 | 1:1             | Mali           | Freundschaftsspiel                | Bamako (Mali)                 |                             |
| 29.01.94 | 1:1 (5:4 n. E.) | Guinea         | Freundschaftsspiel                | Ouagadougou (Burkina Faso)    |                             |
| 30.01.94 | 0:1             | Elfenbeinküste | Freundschaftsspiel                | Ouagadougou (Burkina Faso)    |                             |
| 04.09.94 | 2:1             | Marokko        | Afrikameisterschaft-Qualifikation | Ouagadougou (Burkina Faso)    | 1. Spiel gegen Marokko      |
| 04.12.94 | 0:2             | Togo           | Freundschaftsspiel                | Lomé (Togo)                   |                             |
| 22.01.95 | 2:2             | Elfenbeinküste | Afrikameisterschaft-Qualifikation | Abidjan (Elfenbeinküste)      |                             |
| 09.04.95 | 0:0             | Marokko        | Afrikameisterschaft-Qualifikation | Rabat (Marokko)               |                             |
| 30.07.95 | 1:1             | Elfenbeinküste | Afrikameisterschaft-Qualifikation | Ouagadougou (Burkina Faso)    |                             |
| 29.11.95 | 0:3             | Tunesien       | Freundschaftsspiel                | Tunis (Tunesien)              | 1. Spiel gegen Tunesien     |
| 22.12.95 | 2:5             | Gabun          | Freundschaftsspiel                | Ouagadougou (Burkina Faso)    |                             |
| 15.01.96 | 1:2             | Sierra Leone   | Afrikameisterschaft               | Bloemfontein (Südafrika)      | 1. Spiel gegen Sierra Leone |
| 20.01.96 | 1:5             | Sambia         | Afrikameisterschaft               | Bloemfontein (Südafrika)      |                             |
| 24.01.96 | 1:2             | Algerien       | Afrikameisterschaft               | Port Elizabeth (Südafrika)    |                             |
| 12.05.96 | 0:0             | Niger          | Freundschaftsspiel                | Ouagadougou (Burkina Faso)    |                             |
| 31.05.96 | 0:0             | Mauretanien    | WM-Qualifikation                  | Nouakchott (Mauretanien)      |                             |
| 09.06.96 | 1:1             | Elfenbeinküste | Freundschaftsspiel                | Abidjan (Elfenbeinküste)      |                             |
| 16.06.96 | 2:0             | Mauretanien    | WM-Qualifikation                  | Ouagadougou (Burkina Faso)    |                             |
| 19.10.96 | 0:2             | Gabun          | Freundschaftsspiel                | Libreville (Gabun)            |                             |
| 09.11.96 | 0:2             | Nigeria        | WM-Qualifikation                  | Lagos (Nigeria)               |                             |
| 24.11.96 | 0:2             | Mali           | Freundschaftsspiel                | Bamako (Mali)                 |                             |
| 20.12.96 | 1:1             | Gabun          | Freundschaftsspiel                | Cotonou (Benin)               |                             |
| 22.12.96 | 2:1             | Ghana          | Freundschaftsspiel                | Cotonou (Benin)               |                             |
| 25.12.96 | 1:1             | Benin          | Freundschaftsspiel                | Cotonou (Benin)               |                             |
| 27.12.96 | 0:0 (2:4 n. E.) | Benin          | Freundschaftsspiel                | Cotonou (Benin)               |                             |
| 12.01.97 | 0:2             | Guinea         | WM-Qualifikation                  | Ouagadougou (Burkina Faso)    |                             |
| 29.03.97 | 2:3             | Tansania       | Freundschaftsspiel                | Arusha (Tansania)             | 1. Spiel gegen Tansania     |
| 06.04.97 | 3:4             | Kenia          | WM-Qualifikation                  | Nairobi (Kenia)               | 1. Spiel gegen Kenia        |
| 27.04.97 | 1:2             | Nigeria        | WM-Qualifikation                  | Ouagadougou (Burkina Faso)    |                             |
| 31.05.97 | 2:0             | Mali           | Freundschaftsspiel                | Bobo-Dioulasso (Burkina Faso) |                             |
| 04.06.97 | 0:0             | Togo           | Freundschaftsspiel                | Lomé (Togo)                   |                             |
| 08.06.97 | 1:3             | Guinea         | WM-Qualifikation                  | Conakry (Guinea)              |                             |
| 16.08.97 | 2:4             | Kenia          | WM-Qualifikation                  | Ouagadougou (Burkina Faso)    |                             |
| 02.11.97 | 0:0             | Elfenbeinküste | Freundschaftsspiel                | Bouaké (Elfenbeinküste)       |                             |
| 13.12.97 | 0:2             | Sambia         | Freundschaftsspiel                | Lusaka (Sambia)               |                             |
| 27.12.97 | 2:0             | Elfenbeinküste | Freundschaftsspiel                | Ouagadougou (Burkina Faso)    |                             |
| 04.01.98 | 1:0             | Mosambik       | Freundschaftsspiel                | Bobo-Dioulasso (Burkina Faso) | 1. Spiel gegen Mosambik     |
| 07.01.98 | 4:2             | Mosambik       | Freundschaftsspiel                | Ouagadougou (Burkina Faso)    |                             |
| 11.01.98 | 0:0             | Mali           | Freundschaftsspiel                | Ouagadougou (Burkina Faso)    |                             |
| 27.01.98 | 2:1             | Liberia        | Freundschaftsspiel                | Monrovia (Liberia)            |                             |
| 01.02.98 | 3:1             | Namibia        | Freundschaftsspiel                | Niamey (Niger)                | 1. Spiel gegen Namibia      |
| 07.02.98 | 0:1             | Kamerun        | Afrikameisterschaft               | Ouagadougou (Burkina Faso)    | 1. Spiel gegen Kamerun      |
| 11.02.98 | 2:1             | Algerien       | Afrikameisterschaft               | Ouagadougou (Burkina Faso)    |                             |
| 15.02.98 | 1:0             | Guinea         | Afrikameisterschaft               | Ouagadougou (Burkina Faso)    |                             |
| 21.02.98 | 1:1 (7:8 n. E.) | Tunesien       | Afrikameisterschaft               | Ouagadougou (Burkina Faso)    |                             |
| 25.02.98 | 0:2             | Ägypten        | Afrikameisterschaft               | Bobo-Dioulasso (Burkina Faso) |                             |
| 27.02.98 | 4:4 (1:4 n. E.) | DR Kongo       | Afrikameisterschaft               | Ouagadougou (Burkina Faso)    |                             |
| 23.08.98 | 1:1             | Togo           | Freundschaftsspiel                | Ouagadougou (Burkina Faso)    |                             |
| 30.08.98 | 1:1             | Elfenbeinküste | Freundschaftsspiel                | Ouagadougou (Burkina Faso)    |                             |
| 27.09.98 | 0:1             | Mali           | Freundschaftsspiel                | Bamako (Mali)                 |                             |
| 04.10.98 | 0:0             | Nigeria        | Afrikameisterschaft-Qualifikation | Ouagadougou (Burkina Faso)    |                             |
| 17.10.98 | 2:2             | Katar          | Freundschaftsspiel                | Doha (Katar)                  | 1. Spiel gegen Katar        |
| 19.10.98 | 2:4             | Oman           | Freundschaftsspiel                | Maskat (Oman)                 | 1. Spiel gegen den Oman     |
| 21.10.98 | 0:0             | Oman           | Freundschaftsspiel                | Maskat (Oman)                 |                             |
| 23.10.98 | 1:2             | Bahrain        | Freundschaftsspiel                | Manama (Bahrain)              | 1. Spiel gegen Bahrain      |
| 04.01.99 | 2:1             | Gabun          | Freundschaftsspiel                | Ouagadougou (Burkina Faso)    |                             |
| 10.01.99 | 1:0             | Mali           | Freundschaftsspiel                | Ouagadougou (Burkina Faso)    |                             |
| 15.01.99 | 4:1             | Mali           | Freundschaftsspiel                | Ouagadougou (Burkina Faso)    |                             |
| 18.01.99 | 2:1             | Togo           | Freundschaftsspiel                | Lomé (Togo)                   |                             |
| 23.01.99 | 1:1             | Senegal        | Afrikameisterschaft-Qualifikation | Dakar (Senegal)               |                             |
| 20.02.99 | 1:1             | Gabun          | Freundschaftsspiel                | Libreville (Gabun)            |                             |
| 28.02.99 | 2:1             | Burundi        | Afrikameisterschaft-Qualifikation | Bujumbura (Burundi)           | 1. Spiel gegen Burundi      |
| 03.04.99 | 2:5             | Mali           | Freundschaftsspiel                | Bamako (Mali)                 |                             |
| 11.04.99 | 3:1             | Burundi        | Afrikameisterschaft-Qualifikation | Ouagadougou (Burkina Faso)    |                             |
| 06.06.99 | 2:2             | Senegal        | Afrikameisterschaft-Qualifikation | Ouagadougou (Burkina Faso)    |                             |
| 07.11.99 | 1:0             | Togo           | Freundschaftsspiel                | Ouagadougou (Burkina Faso)    |                             |
| 10.11.99 | 1:1             | Togo           | Freundschaftsspiel                | Ouagadougou (Burkina Faso)    |                             |
| 27.11.99 | 1:2             | Kongo          | Freundschaftsspiel                | Libreville (Gabun)            |                             |
| 28.11.99 | 2:3             | Gabun          | Freundschaftsspiel                | Libreville (Gabun)            |                             |
| 29.12.99 | 1:3             | Elfenbeinküste | Freundschaftsspiel                | Abidjan (Elfenbeinküste)      |                             |

## 2000 bis 2009
| Datum    | Ergebnis  | Gegner                       | Anlass                            | Austragungsort                        | Bemerkung                               |
| -------- | --------- | ---------------------------- | --------------------------------- | ------------------------------------- | --------------------------------------- |
| 09.01.00 | 1:1       | Gabun                        | Freundschaftsspiel                | Ouagadougou (Burkina Faso)            |                                         |
| 11.01.00 | 2:2       | Kamerun                      | Freundschaftsspiel                | Ouagadougou (Burkina Faso)            |                                         |
| 25.01.00 | 1:3       | Senegal                      | Afrikameisterschaft               | Kano (Nigeria)                        |                                         |
| 29.01.00 | 1:1       | Sambia                       | Afrikameisterschaft               | Kano (Nigeria)                        |                                         |
| 01.02.00 | 2:4       | Ägypten                      | Afrikameisterschaft               | Kano (Nigeria)                        |                                         |
| 09.04.00 | 2:1       | Äthiopien                    | WM-Qualifikation                  | Addis Abeba (Äthiopien)               | 1. Spiel gegen Äthiopien                |
| 19.04.00 | 2:1       | Senegal                      | Freundschaftsspiel                | Bamako (Mali)                         |                                         |
| 23.04.00 | 3:0       | Äthiopien                    | WM-Qualifikation                  | Ouagadougou (Burkina Faso)            |                                         |
| 26.05.00 | 0:2       | Algerien                     | Freundschaftsspiel                | Algier (Algerien)                     |                                         |
| 14.06.00 | 1:0       | Kenia                        | Freundschaftsspiel                | Nairobi (Kenia)                       |                                         |
| 17.06.00 | 1:1       | Malawi                       | WM-Qualifikation                  | Blantyre (Malawi)                     | 1. Spiel gegen Malawi                   |
| 01.07.00 | 0:0       | Mauretanien                  | Afrikameisterschaft-Qualifikation | Nouakchott (Mauretanien)              |                                         |
| 09.07.00 | 2:3       | Guinea                       | WM-Qualifikation                  | Ouagadougou (Burkina Faso)            |                                         |
| 15.07.00 | 3:0       | Mauretanien                  | Afrikameisterschaft-Qualifikation | Ouagadougou (Burkina Faso)            |                                         |
| 03.09.00 | 1:1       | Algerien                     | Afrikameisterschaft-Qualifikation | Algier (Algerien)                     |                                         |
| 07.10.00 | 1:0       | Burundi                      | Afrikameisterschaft-Qualifikation | Ouagadougou (Burkina Faso)            |                                         |
| 07.01.01 | 1:1       | Togo                         | Freundschaftsspiel                | Lomé (Togo)                           |                                         |
| 13.01.01 | 1:0       | Angola                       | Afrikameisterschaft-Qualifikation | Ouagadougou (Burkina Faso)            | 1. Spiel gegen Angola                   |
| 27.01.01 | 0:1       | Südafrika                    | WM-Qualifikation                  | Rustenburg (Südafrika)                | 1. Spiel gegen Südafrika                |
| 24.02.01 | 1:2       | Simbabwe                     | WM-Qualifikation                  | Bobo-Dioulasso (Burkina Faso)         | 1. Spiel gegen Simbabwe                 |
| 25.03.01 | 0:2       | Angola                       | Afrikameisterschaft-Qualifikation | Luanda (Angola)                       |                                         |
| 07.04.01 | 0:1       | Gambia                       | Freundschaftsspiel                | Banjul (Gambia)                       |                                         |
| 21.04.01 | 4:2       | Malawi                       | WM-Qualifikation                  | Ouagadougou (Burkina Faso)            |                                         |
| 03.06.01 | 0:0       | Burundi                      | Afrikameisterschaft-Qualifikation | Bujumbura (Burundi)                   |                                         |
| 17.06.01 | 1:0       | Algerien                     | Afrikameisterschaft-Qualifikation | Ouagadougou (Burkina Faso)            |                                         |
| 01.07.01 | 1:1       | Südafrika                    | WM-Qualifikation                  | Ouagadougou (Burkina Faso)            |                                         |
| 15.07.01 | 0:1       | Simbabwe                     | WM-Qualifikation                  | Harare (Simbabwe)                     |                                         |
| 15.10.01 | 0:2       | Algerien                     | Freundschaftsspiel                | Algier (Algerien)                     |                                         |
| 16.12.01 | 1:2       | Togo                         | Freundschaftsspiel                | Ouagadougou (Burkina Faso)            |                                         |
| 22.12.01 | 0:1       | Togo                         | Freundschaftsspiel                | Lomé (Togo)                           |                                         |
| 26.12.01 | 4:2       | Senegal                      | Freundschaftsspiel                | Dakar (Senegal)                       |                                         |
| 28.12.01 | 1:2       | Mali                         | Freundschaftsspiel                | Ségou (Mali)                          |                                         |
| 07.01.02 | 1:3       | Kamerun                      | Freundschaftsspiel                | Ouagadougou (Burkina Faso)            |                                         |
| 11.01.02 | 2:2       | Ägypten                      | Freundschaftsspiel                | Kairo (Ägypten)                       |                                         |
| 16.01.02 | 2:1       | Sambia                       | Freundschaftsspiel                | Ouagadougou (Burkina Faso)            |                                         |
| 20.01.02 | 0:0       | Südafrika                    | Afrikameisterschaft               | Ségou (Mali)                          |                                         |
| 26.01.02 | 1:2       | Marokko                      | Afrikameisterschaft               | Ségou (Mali)                          |                                         |
| 30.01.02 | 1:2       | Ghana                        | Afrikameisterschaft               | Mopti (Mali)                          |                                         |
| 08.09.02 | 0:0       | Kongo                        | Afrikameisterschaft-Qualifikation | Brazzaville (Kongo)                   |                                         |
| 12.10.02 | 2:1       | Zentralafrikanische Republik | Afrikameisterschaft-Qualifikation | Ouagadougou (Burkina Faso)            | 1. Spiel gegen die Zentralafr. Republik |
| 26.03.03 | 0:0       | Burundi                      | Freundschaftsspiel                | Bujumbura (Burundi)                   |                                         |
| 30.03.03 | 0:1       | Mosambik                     | Afrikameisterschaft-Qualifikation | Maputo (Mosambik)                     |                                         |
| 29.05.03 | 1:0       | Algerien                     | Freundschaftsspiel                | Amiens (Frankreich)                   |                                         |
| 07.06.03 | 4:0       | Mosambik                     | Afrikameisterschaft-Qualifikation | Ouagadougou (Burkina Faso)            |                                         |
| 21.06.03 | 3:0       | Kongo                        | Afrikameisterschaft-Qualifikation | Ouagadougou (Burkina Faso)            |                                         |
| 06.07.03 | 3:0       | Zentralafrikanische Republik | Afrikameisterschaft-Qualifikation | Bangui (Zentralafrikanische Republik) |                                         |
| 24.09.03 | 1:0       | Benin                        | Freundschaftsspiel                | Algier (Algerien)                     |                                         |
| 26.09.03 | 4:3 n. E. | Algerien                     | Freundschaftsspiel                | Algier (Algerien)                     |                                         |
| 08.11.03 | 0:0       | Gabun                        | Freundschaftsspiel                | Moanda (Gabun)                        |                                         |
| 15.11.03 | 0:1       | Marokko                      | Freundschaftsspiel                | Meknès (Marokko)                      |                                         |
| 28.12.03 | 0:4       | Navarra                      | Freundschaftsspiel                | Pamplona (Spanien)                    | Inoffizielles Spiel                     |
| 17.01.04 | 1:1       | Ägypten                      | Freundschaftsspiel                | Port Said (Ägypten)                   |                                         |
| 20.01.04 | 0:1       | Guinea                       | Freundschaftsspiel                | Sainte-Maxime (Frankreich)            |                                         |
| 26.01.04 | 0:0       | Senegal                      | Afrikameisterschaft               | Radès (Tunesien)                      |                                         |
| 30.01.04 | 0:3       | Mali                         | Afrikameisterschaft               | Radès (Tunesien)                      |                                         |
| 02.02.04 | 1:3       | Kenia                        | Afrikameisterschaft               | Bizerte (Tunesien)                    |                                         |
| 26.05.04 | 0:1       | Benin                        | Freundschaftsspiel                | Cotonou (Benin)                       |                                         |
| 30.05.04 | 3:2       | Libyen                       | Freundschaftsspiel                | Ouagadougou (Burkina Faso)            |                                         |
| 05.06.04 | 1:0       | Ghana                        | WM-Qualifikation                  | Ouagadougou (Burkina Faso)            |                                         |
| 13.06.04 | 4:2       | Benin                        | Freundschaftsspiel                | Ouagadougou (Burkina Faso)            |                                         |
| 20.06.04 | 2:3       | DR Kongo                     | WM-Qualifikation                  | Kinshasa (DR Kongo)                   |                                         |
| 03.07.04 | 0:2       | Südafrika                    | WM-Qualifikation                  | Johannesburg (Südafrika)              |                                         |
| 17.08.04 | 2:2       | Algerien                     | Freundschaftsspiel                | Blida (Algerien)                      |                                         |
| 04.09.04 | 2:0       | Uganda                       | WM-Qualifikation                  | Ouagadougou (Burkina Faso)            | 1. Spiel gegen Uganda                   |
| 09.10.04 | 0:1       | Kap Verde                    | WM-Qualifikation                  | Praia (Kap Verde)                     | 1. Spiel gegen Kap Verde                |
| 17.11.04 | 0:4       | Marokko                      | Freundschaftsspiel                | Rabat (Marokko)                       |                                         |
| 09.02.05 | 0:3       | Algerien                     | Freundschaftsspiel                | Algier (Algerien)                     |                                         |
| 20.03.05 | 0:1       | Südkorea                     | Freundschaftsspiel                | Dubai (Vereinigte Arabische Emirate)  | 1. Spiel gegen Südkorea                 |
| 26.03.05 | 1:2       | Kap Verde                    | WM-Qualifikation                  | Ouagadougou (Burkina Faso)            |                                         |
| 29.05.05 | 0:1       | Togo                         | Freundschaftsspiel                | Lomé (Togo)                           |                                         |
| 05.06.05 | 1:2       | Ghana                        | WM-Qualifikation                  | Kumasi (Ghana)                        |                                         |
| 18.06.05 | 2:0       | DR Kongo                     | WM-Qualifikation                  | Ouagadougou (Burkina Faso)            |                                         |
| 03.09.05 | 3:1       | Südafrika                    | WM-Qualifikation                  | Ouagadougou (Burkina Faso)            |                                         |
| 08.10.05 | 2:2       | Uganda                       | WM-Qualifikation                  | Kampala (Uganda)                      |                                         |
| 28.02.06 | 0:0       | Algerien                     | Freundschaftsspiel                | Rouen (Frankreich)                    |                                         |
| 16.08.06 | 0:1       | Marokko                      | Freundschaftsspiel                | Rabat (Marokko)                       |                                         |
| 29.08.06 | 0:0       | Uganda                       | Freundschaftsspiel                | Kampala (Uganda)                      |                                         |
| 02.09.06 | 1:2       | Tansania                     | Afrikameisterschaft-Qualifikation | Daressalam (Tansania)                 |                                         |
| 07.10.06 | 1:0       | Senegal                      | Afrikameisterschaft-Qualifikation | Ouagadougou (Burkina Faso)            |                                         |
| 15.11.06 | 2:1       | Algerien                     | Freundschaftsspiel                | Aix-en-Provence (Frankreich)          |                                         |
| 24.03.07 | 1:1       | Mosambik                     | Afrikameisterschaft-Qualifikation | Ouagadougou (Burkina Faso)            |                                         |
| 29.05.07 | 1:1       | Simbabwe                     | Freundschaftsspiel                | Masvingo (Simbabwe)                   |                                         |
| 03.06.07 | 1:3       | Mosambik                     | Afrikameisterschaft-Qualifikation | Maputo (Frankreich)                   |                                         |
| 09.06.07 | 0:1       | Mali                         | Freundschaftsspiel                | Ouagadougou (Burkina Faso)            |                                         |
| 16.06.07 | 0:1       | Tansania                     | Afrikameisterschaft-Qualifikation | Ouagadougou (Burkina Faso)            |                                         |
| 22.08.07 | 2:3       | Mali                         | Freundschaftsspiel                | Paris (Frankreich)                    |                                         |
| 08.09.07 | 1:5       | Senegal                      | Afrikameisterschaft-Qualifikation | Dakar (Senegal)                       |                                         |
| 24.05.08 | 0:1       | Kap Verde                    | Freundschaftsspiel                | Alcochete (Portugal)                  |                                         |
| 01.06.08 | 2:1       | Tunesien                     | WM-Qualifikation                  | Radès (Tunesien)                      |                                         |
| 07.06.08 | 2:0       | Burundi                      | WM-Qualifikation                  | Ouagadougou (Burkina Faso)            |                                         |
| 14.06.08 | 3:2       | Seychellen                   | WM-Qualifikation                  | Victoria (Seychellen)                 | 1. Spiel gegen die Seychellen           |
| 21.06.08 | 4:1       | Seychellen                   | WM-Qualifikation                  | Ouagadougou (Burkina Faso)            |                                         |
| 20.08.08 | 1:3       | Bahrain                      | Freundschaftsspiel                | Manama (Bahrain)                      |                                         |
| 06.09.08 | 0:0       | Tunesien                     | WM-Qualifikation                  | Ouagadougou (Burkina Faso)            |                                         |
| 12.10.08 | 3:1       | Burundi                      | WM-Qualifikation                  | Bujumbura (Burundi)                   |                                         |
| 11.02.09 | 1:1       | Togo                         | Freundschaftsspiel                | Le Petit-Quevilly (Frankreich)        |                                         |
| 28.03.09 | 4:2       | Guinea                       | WM-Qualifikation                  | Ouagadougou (Burkina Faso)            |                                         |
| 06.06.09 | 1:0       | Malawi                       | WM-Qualifikation                  | Blantyre (Malawi)                     |                                         |
| 20.06.09 | 2:3       | Elfenbeinküste               | WM-Qualifikation                  | Ouagadougou (Burkina Faso)            |                                         |
| 12.08.09 | 0:3       | Mali                         | Freundschaftsspiel                | Le Petit-Quevilly (Frankreich)        |                                         |
| 05.09.09 | 0:5       | Elfenbeinküste               | WM-Qualifikation                  | Abidjan (Elfenbeinküste)              |                                         |
| 11.10.09 | 2:1       | Guinea                       | WM-Qualifikation                  | Accra (Ghana)                         |                                         |
| 14.11.09 | 1:0       | Malawi                       | WM-Qualifikation                  | Ouagadougou (Burkina Faso)            |                                         |

## 2010 bis 2019
| Datum    | Ergebnis             | Gegner                       | Anlass                                                     | Austragungsort                          | Bemerkung |  |
| -------- | -------------------- | ---------------------------- | ---------------------------------------------------------- | --------------------------------------- | --- |  |
| 11.01.10 | 0:0                  | Elfenbeinküste               | Afrikameisterschaft                                        | Cabinda (Angola)                        | |  |
| 19.01.10 | 0:1                  | Ghana                        | Afrikameisterschaft                                        | Luanda (Angola)                         | |  |
| 11.08.10 | 3:0                  | Republik Kongo               | Freundschaftsspiel                                         | Senlis (Frankreich)                     | |  |
| 03.09.10 | 1:1                  | Gabun                        | Freundschaftsspiel                                         | Cannes (Frankreich)                     | |  |
| 08.10.10 | 3:1                  | Gambia                       | Afrikameisterschaft-Qualifikation                          | Ouagadougou (Burkina Faso)              | |  |
| 17.11.10 | 2:1                  | Guinea                       | Freundschaftsspiel                                         | Mantes-la-Ville (Frankreich)            | |  |
| 09.02.11 | 0:1                  | Kap Verde                    | Freundschaftsspiel                                         | Óbidos (Portugal)                       | |  |
| 26.03.11 | 4:0                  | Namibia                      | Afrikameisterschaft-Qualifikation                          | Ouagadougou (Burkina Faso)              | |  |
| 04.06.11 | 4:1                  | Namibia                      | Afrikameisterschaft-Qualifikation                          | Windhoek (Namibia)                      | |  |
| 10.08.11 | 0:3                  | Südafrika                    | Freundschaftsspiel                                         | Johannesburg (Südafrika)                | |  |
| 03.09.11 | 1:0                  | Äquatorialguinea             | Freundschaftsspiel                                         | Ouagadougou (Burkina Faso)              | 1. Spiel gegen Äquatorialguinea                                                                                 |  |
| 08.10.11 | 1:1                  | Gambia                       | Afrikameisterschaft-Qualifikation                          | Banjul (Gambia)                         | |  |
| 11.11.11 | 1:1                  | Mali                         | Freundschaftsspiel                                         | Saint-Leu-la-Forêt (Frankreich)         | |  |
| 15.11.11 | 1:1                  | Guinea                       | Freundschaftsspiel                                         | Mantes-la-Jolie (Frankreich)            | |  |
| 09.01.12 | 0:0                  | Gabun                        | Freundschaftsspiel                                         | Bitam (Gabun)                           | |  |
| 22.01.12 | 1:2                  | Angola                       | Afrikameisterschaft                                        | Malabo (Äquatorialguinea)               | |  |
| 26.01.12 | 0:2                  | Elfenbeinküste               | Afrikameisterschaft                                        | Malabo (Äquatorialguinea)               | |  |
| 30.01.12 | 1:2                  | Sudan                        | Afrikameisterschaft                                        | Bata (Äquatorialguinea)                 | 1. Spiel gegen den Sudan                                                                                        |  |
| 29.02.12 | 0:2                  | Marokko                      | Freundschaftsspiel                                         | Marrakesch (Marokko)                    | |  |
| 26.05.12 | 2:2                  | Benin                        | Freundschaftsspiel                                         | Ouagadougou (Burkina Faso)              | |  |
| 02.06.12 | 0:0                  | Republik Kongo               | Weltmeisterschaft-Qualifikation                            | Ouagadougou (Burkina Faso)              | wegen des Einsatzes eines nicht spielberechtigten burkinischen Spielers mit 3:0 für die Republik Kongo gewertet |  |
| 09.06.12 | 0:1                  | Gabun                        | Weltmeisterschaft-Qualifikation                            | Libreville (Gabun)                      | |  |
| 14.08.12 | 3:0                  | Togo                         | Freundschaftsspiel                                         | Saint-Leu-la-Forêt (Frankreich)         | |  |
| 08.09.12 | 0:1                  | Zentralafrikanische Republik | Afrikameisterschaft-Qualifikation                          | Bangui (Zentralafrikanische Republik)   | |  |
| 14.10.12 | 3:1                  | Zentralafrikanische Republik | Afrikameisterschaft-Qualifikation                          | Ouagadougou (Burkina Faso)              | |  |
| 14.11.12 | 1:0                  | Demokratische Republik Kongo | Freundschaftsspiel                                         | Kinshasa (Demokratische Republik Kongo) | |  |
| 26.12.12 | 0:0                  | Bahrain                      | Freundschaftsspiel                                         | Manama (Bahrain)                        | |  |
| 10.01.13 | 0:0                  | Niger                        | Freundschaftsspiel                                         | Nelspruit (Südafrika)                   | |  |
| 17.01.13 | 3:0                  | Swasiland                    | Freundschaftsspiel                                         | Nelspruit (Südafrika)                   | 1. Spiel gegen Swasiland                                                                                        |  |
| 21.01.13 | 1:1                  | Nigeria                      | Afrikameisterschaft                                        | Nelspruit (Südafrika)                   | |  |
| 25.01.13 | 4:0                  | Äthiopien                    | Afrikameisterschaft                                        | Nelspruit (Südafrika)                   | |  |
| 29.01.13 | 0:0                  | Sambia                       | Afrikameisterschaft                                        | Nelspruit (Südafrika)                   | |  |
| 03.02.13 | 1:0 n. V.            | Togo                         | Afrikameisterschaft Viertelfinale                          | Mbombela (Südafrika)                    | |  |
| 06.02.13 | 1:1 n. V., 3:2 i. E. | Ghana                        | Afrikameisterschaft Halbfinale                             | Nelspruit (Südafrika)                   | |  |
| 10.02.13 | 0:1                  | Nigeria                      | Afrikameisterschaft Finale                                 | Johannesburg (Südafrika)                | |  |
| 23.03.13 | 4:0                  | Niger                        | Weltmeisterschaft-Qualifikation                            | Ouagadougou (Burkina Faso)              | |  |
| 02.06.13 | 0:2                  | Algerien                     | Freundschaftsspiel                                         | Blida (Algerien)                        | |  |
| 09.06.13 | 1:0                  | Niger                        | Weltmeisterschaft-Qualifikation                            | Niamey (Niger)                          | |  |
| 15.06.13 | 1:0                  | Republik Kongo               | Weltmeisterschaft-Qualifikation                            | Pointe-Noire (Kongo)                    | |  |
| 06.07.13 | 1:0                  | Niger                        | Qualifikation zur Afrikanischen Nationenmeisterschaft 2014 | Ouagadougou (Burkina Faso)              | |  |
| 27.07.13 | 0:1, 6:5 i. E.       | Niger                        | Qualifikation zur Afrikanischen Nationenmeisterschaft 2014 | Niamey (Niger)                          | |  |
| 14.08.13 | 2:1                  | Marokko                      | Freundschaftsspiel                                         | Tanger (Marokko)                        | |  |
| 17.08.13 | 0:2                  | Südafrika                    | Freundschaftsspiel                                         | Johannesburg (Südafrika)                | |  |
| 07.09.13 | 1:0                  | Gabun                        | Weltmeisterschaft-Qualifikation                            | Ouagadougou (Burkina Faso)              | |  |
| 10.09.13 | 1:4                  | Nigeria                      | Freundschaftsspiel                                         | Kaduna (Nigeria)                        | |  |
| 30.09.13 | 0:1                  | Botswana                     | Freundschaftsspiel                                         | Gaborone (Botswana)                     | 1. Spiel gegen Botswana                                                                                         |  |
| 12.10.13 | 3:2                  | Algerien                     | Weltmeisterschaft-Qualifikation                            | Ouagadougou (Burkina Faso)              | |  |
| 19.11.13 | 0:1                  | Algerien                     | Weltmeisterschaft-Qualifikation                            | Blida (Algerien)                        | |  |
| 12.01.14 | 1:2                  | Uganda                       | Afrikanische Nationenmeisterschaft                         | Kapstadt (Südafrika)                    | |  |
| 16.01.14 | 1:1                  | Marokko                      | Afrikanische Nationenmeisterschaft                         | Kapstadt (Südafrika)                    | |  |
| 20.01.14 | 0:1                  | Simbabwe                     | Afrikanische Nationenmeisterschaft                         | Kapstadt (Südafrika)                    | |  |
| 05.03.14 | 1:1                  | Komoren                      | Freundschaftsspiel                                         | Martigues (Frankreich)                  | 1. Spiel gegen die Komoren                                                                                      |  |
| 21.05.14 | 1:1                  | Senegal                      | Freundschaftsspiel                                         | Ouagadougou (Burkina Faso)              | |  |
| 06.09.14 | 2:0                  | Lesotho                      | Afrikameisterschaft-Qualifikation                          | Ouagadougou (Burkina Faso)              | 1. Spiel gegen Lesotho                                                                                          |  |
| 10.09.14 | 3:0                  | Angola                       | Afrikameisterschaft-Qualifikation                          | Luanda (Angola)                         | |  |
| 11.10.14 | 0:2                  | Gabun                        | Afrikameisterschaft-Qualifikation                          | Libreville (Gabun)                      | |  |
| 15.10.14 | 1:1                  | Gabun                        | Afrikameisterschaft-Qualifikation                          | Ouagadougou (Burkina Faso)              | |  |
| 15.11.14 | 1:0                  | Lesotho                      | Afrikameisterschaft-Qualifikation                          | Maseru (Lesotho)                        | Burkina Faso qualifiziert sich für die Afrikameisterschaft 2015                                                 |  |
| 19.11.14 | 1:1                  | Angola                       | Afrikameisterschaft-Qualifikation                          | Ouagadougou (Burkina Faso)              | |  |
| 10.01.15 | 5:1                  | Swasiland                    | Freundschaftsspiel                                         | Nelspruit (Südafrika)                   | |  |
| 13.01.15 | 2:0                  | Botswana                     | Freundschaftsspiel                                         | Nelspruit (Südafrika)                   | |  |
| 17.01.15 | 0:2                  | Gabun                        | Afrikameisterschaft-Vorrunde                               | Bata (Äquatorialguinea)                 | |  |
| 21.01.15 | 0:0                  | Äquatorialguinea             | Afrikameisterschaft-Vorrunde                               | Bata (Äquatorialguinea)                 | |  |
| 25.01.15 | 1:2                  | Republik Kongo               | Afrikameisterschaft-Vorrunde                               | Bata (Äquatorialguinea)                 | |  |
| 12.05.15 | 0:0                  | Kasachstan                   | Freundschaftsspiel                                         | Almaty (Kasachstan)                     | 1. Spiel gegen Kasachstan                                                                                       |  |
| 06.06.15 | 2:3                  | Kamerun                      | Freundschaftsspiel                                         | Colombes (Frankreich)                   | |  |
| 13.06.15 | 2:0                  | Komoren                      | Afrikameisterschaft-Qualifikation                          | Ouagadougou (Burkina Faso)              | |  |
| 30.08.15 | 0:0                  | Niger                        | Freundschaftsspiel                                         | Niamey (Niger)                          | |  |
| 05.09.15 | 0:1                  | Botswana                     | Afrikameisterschaft-Qualifikation                          | Lobatse (Botswana)                      | |  |
| 09.10.15 | 1:4                  | Mali                         | Freundschaftsspiel                                         | Troyes (Frankreich)                     | |  |
| 17.10.15 | 0:2                  | Nigeria                      | Afrikanische Nationenmeisterschaft – Qualifikation         | Port Harcourt (Nigeria)                 | |  |
| 25.10.15 | 0:0                  | Nigeria                      | Afrikanische Nationenmeisterschaft – Qualifikation         | Ouagadougou (Burkina Faso)              | |  |
| 12.11.15 | 1:2                  | Benin                        | Weltmeisterschaft-Qualifikation                            | Cotonou (Benin)                         | |  |
| 17.11.15 | 2:0                  | Benin                        | Weltmeisterschaft-Qualifikation                            | Ouagadougou (Burkina Faso)              | |  |
| 27.02.16 | 0:2                  | Ägypten                      | Freundschaftsspiel                                         | Borg El Arab (Ägypten)                  | |  |
| 26.03.16 | 1:0                  | Uganda                       | Afrikameisterschaft-Qualifikation                          | Ouagadougou (Burkina Faso)              | |  |
| 29.03.16 | 0:0                  | Uganda                       | Afrikameisterschaft-Qualifikation                          | Kampala (Uganda)                        | |  |
| 28.05.16 | :                    | Bretagne                     | Freundschaftsspiel                                         | ? (Burkina Faso)                        | abgebrochenes Spiel                                                                                             |  |
| 05.06.16 | 1:0                  | Komoren                      | Afrikameisterschaft-Qualifikation                          | Mitsamiouli (Komoren)                   | |  |
| 24.08.16 | 0:1                  | Usbekistan                   | Freundschaftsspiel                                         | Taschkent (Usbekistan)                  | 1. Spiel gegen Usbekistan                                                                                       |  |
| 04.09.16 | 2:1                  | Botswana                     | Afrikameisterschaft-Qualifikation                          | Ouagadougou (Burkina Faso)              | |  |
| 08.10.16 | 1:1                  | Südafrika                    | Weltmeisterschaft-Qualifikation                            | Ouagadougou (Burkina Faso)              | |  |
| 12.11.16 | 2:0                  | Kap Verde                    | Weltmeisterschaft-Qualifikation                            | Praia (Kap Verde)                       | |  |
| 07.01.17 | 2:1                  | Mali                         | Freundschaftsspiel                                         | Casablanca (Marokko)                    | |  |
| 14.01.17 | 1:1                  | Kamerun                      | Afrikameisterschaft                                        | Libreville (Gabun)                      | |  |
| 18.01.17 | 1:1                  | Gabun                        | Afrikameisterschaft                                        | Libreville (Gabun)                      | |  |
| 22.01.17 | 2:0                  | Guinea-Bissau                | Afrikameisterschaft                                        | Franceville (Gabun)                     | 1. Spiel gegen Guinea-Bissau                                                                                    |  |
| 28.01.17 | 2:0                  | Tunesien                     | Afrikameisterschaft                                        | Libreville (Gabun)                      | |  |
| 01.02.17 | 1:1, 3:4 i. E.       | Ägypten                      | Afrikameisterschaft                                        | Libreville (Gabun)                      | |  |
| 04.02.17 | 1:0                  | Ghana                        | Afrikameisterschaft                                        | Port-Gentil (Gabun)                     | |  |
| 24.03.17 | 0:2                  | Marokko                      | Freundschaftsspiel                                         | Marrakesch (Marokko)                    | |  |
| 27.03.17 | :                    | Nigeria                      | Freundschaftsspiel                                         | London (England)                        | abgebrochenes Spiel                                                                                             |  |
| 04.05.17 | 1:1                  | Benin                        | Freundschaftsspiel                                         | Ouagadougou (Burkina Faso)              | |  |
| 21.05.17 | 2:2                  | Benin                        | Freundschaftsspiel                                         | Porto-Novo (Benin)                      | |  |
| 03.06.17 | 0:3                  | Chile                        | Freundschaftsspiel                                         | Santiago de Chile (Chile)               | 1. Spiel gegen Chile                                                                                            |  |
| 10.06.17 | 3:1                  | Angola                       | Afrikameisterschaft-Qualifikation                          | Ouagadougou (Burkina Faso)              | |  |
| 14.07.17 | 0:0 n. V. 0:3 i. E.  | Belarus                      | Freundschaftsspiel                                         | Bangkok (Thailand)                      | 1. Spiel gegen Belarus                                                                                          |  |
| 16.07.17 | 3:3 n. V. 4:3 i. E.  | Nordkorea                    | Freundschaftsspiel                                         | Bangkok (Thailand)                      | 1. Spiel gegen Nordkorea                                                                                        |  |
| 12.08.17 | 2:2                  | Ghana                        | Afrikanische Nationenmeisterschaft – Qualifikation         | Ouagadougou (Burkina Faso)              | |  |
| 20.08.17 | 2:1                  | Ghana                        | Afrikanische Nationenmeisterschaft – Qualifikation         | Kumasi (Ghana)                          | |  |
| 02.09.17 | 0:0                  | Senegal                      | Weltmeisterschaft-Qualifikation                            | Dakar (Senegal)                         | |  |
| 05.09.17 | 2:2                  | Senegal                      | Weltmeisterschaft-Qualifikation                            | Ouagadougou (Burkina Faso)              | |  |
| 07.10.17 | 1:3                  | Südafrika                    | Weltmeisterschaft-Qualifikation                            | Johannesburg (Südafrika)                | |  |
| 14.11.17 | 4:0                  | Kap Verde                    | Weltmeisterschaft-Qualifikation                            | Ouagadougou (Burkina Faso)              | |  |
| 16.01.18 | 0:0                  | Angola                       | Afrikanische Nationenmeisterschaft                         | Agadir (Marokko)                        | |  |
| 20.01.18 | 0:2                  | Republik Kongo               | Afrikanische Nationenmeisterschaft                         | Agadir (Marokko)                        | |  |
| 24.01.18 | 1:1                  | Kamerun                      | Afrikanische Nationenmeisterschaft                         | Tanger (Marokko)                        | |  |
| 22.03.18 | 2:0                  | Guinea-Bissau                | Freundschaftsspiel                                         | Limeil-Brévannes (Frankreich)           | |  |
| 27.03.18 | 0:2                  | Kosovo                       | Freundschaftsspiel                                         | Franconville (Frankreich)               | 1. Spiel gegen den Kosovo                                                                                       |  |
| 27.05.18 | 1:0                  | Kamerun                      | Freundschaftsspiel                                         | Beauvais (Frankreich)                   | |  |
| 08.09.18 | 0:2                  | Mauretanien                  | Afrikameisterschaft-Qualifikation                          | Nouakchott (Mauretanien)                | |  |
| 13.10.18 | 3:0                  | Botswana                     | Afrikameisterschaft-Qualifikation                          | Ouagadougou (Burkina Faso)              | |  |
| 16.10.18 | 0:0                  | Botswana                     | Afrikameisterschaft-Qualifikation                          | Francistown (Botswana)                  | |  |
| 18.11.18 | 1:2                  | Angola                       | Afrikameisterschaft-Qualifikation                          | Luanda (Angola)                         | |  |
| 22.03.19 | 1:0                  | Mauretanien                  | Afrikameisterschaft-Qualifikation                          | Ouagadougou (Burkina Faso)              | |  |
| 09.06.19 | 0:0                  | Demokratische Republik Kongo | Freundschaftsspiel                                         | Marbella (Spanien)                      | |  |
| 06.09.19 | 1:1                  | Marokko                      | Freundschaftsspiel                                         | Marrakesch (Marokko)                    | |  |
| 22.09.19 | 1:0                  | Ghana                        | Afrikanische Nationenmeisterschaft – Qualifikation         | Kumasi (Ghana)                          | |  |
| 10.10.19 | 0:1                  | Gabun                        | Freundschaftsspiel                                         | Saint-Leu-la-Forêt (Frankreich)         | |  |
| 20.10.19 | 0:0                  | Ghana                        | Afrikanische Nationenmeisterschaft – Qualifikation         | Ouagadougou (Burkina Faso)              | |  |
| 13.11.19 | 0:0                  | Uganda                       | Afrikameisterschaft-Qualifikation                          | Ouagadougou (Burkina Faso)              | |  |
| 17.11.19 | 2:1                  | Südsudan                     | Afrikameisterschaft-Qualifikation                          | Khartum (Sudan)                         | 1. Spiel gegen den Südsudan                                                                                     |  |

## 2020 bis 2029
| Datum    | Ergebnis              | Gegner                       | Anlass                                           | Austragungsort                           | Bemerkung                           |  |
| -------- | --------------------- | ---------------------------- | ------------------------------------------------ | ---------------------------------------- | ----------------------------------- |  |
| 09.10.20 | 3:0                   | Demokratische Republik Kongo | Freundschaftsspiel                               | El Jadida (Marokko)                      |                                     |  |
| 12.10.20 | 2:1                   | Madagaskar                   | Freundschaftsspiel                               | El Jadida (Marokko)                      |                                     |  |
| 12.11.20 | 3:1                   | Malawi                       | Afrikameisterschaft-Qualifikation                | Ouagadougou (Burkina Faso)               |                                     |  |
| 16.11.20 | 0:0                   | Malawi                       | Afrikameisterschaft-Qualifikation                | Blantyre (Malawi)                        |                                     |  |
| 16.01.21 | 0:1                   | Mali                         | Afrikanische Nationenmeisterschaft               | Yaoundé (Kamerun)                        |                                     |  |
| 20.01.21 | 3:1                   | Simbabwe                     | Afrikanische Nationenmeisterschaft               | Yaoundé (Kamerun)                        |                                     |  |
| 24.01.21 | 0:0                   | Kamerun                      | Afrikanische Nationenmeisterschaft               | Yaoundé (Kamerun)                        |                                     |  |
| 24.03.21 | 0:0                   | Uganda                       | Afrikameisterschaft-Qualifikation                | Kitende (Uganda)                         | 100. Länderspiel von Charles Kaboré |  |
| 29.03.21 | 1:0                   | Südsudan                     | Afrikameisterschaft-Qualifikation                | Ouagadougou (Burkina Faso)               |                                     |  |
| 05.06.21 | 1:2                   | Elfenbeinküste               | Freundschaftsspiel                               | Abidjan (Elfenbeinküste)                 |                                     |  |
| 12.06.21 | 0:1                   | Marokko                      | Freundschaftsspiel                               | Rabat (Marokko)                          |                                     |  |
| 02.09.21 | 0:2                   | Niger                        | Weltmeisterschaft-Qualifikation                  | Marrakesch (Marokko)                     |                                     |  |
| 07.09.21 | 1:1                   | Algerien                     | Weltmeisterschaft-Qualifikation                  | Marrakesch (Marokko)                     |                                     |  |
| 08.10.21 | 4:0                   | Dschibuti                    | Weltmeisterschaft-Qualifikation                  | Marrakesch (Marokko)                     | 1. Spiel gegen Dschibuti            |  |
| 11.10.21 | 2:0                   | Dschibuti                    | Weltmeisterschaft-Qualifikation                  | Marrakesch (Marokko)                     |                                     |  |
| 12.11.21 | 1:1                   | Niger                        | Weltmeisterschaft-Qualifikation                  | Marrakesch (Marokko)                     |                                     |  |
| 16.11.21 | 2:2                   | Algerien                     | Weltmeisterschaft-Qualifikation                  | Blida (Algerien)                         |                                     |  |
| 30.12.21 | 2:0                   | Mauretanien                  | Freundschaftsspiel                               |                                          |                                     |  |
| 02.01.22 | 3:0                   | Gabun                        | Freundschaftsspiel                               |                                          |                                     |  |
| 09.01.22 | 1:2                   | Kamerun                      | Afrika-Cup Vorrunde                              | Yaoundé (Kamerun)                        |                                     |  |
| 13.01.22 | 1:0                   | Kap Verde                    | Afrika-Cup Vorrunde                              | Yaoundé (Kamerun)                        |                                     |  |
| 17.01.22 | 1:1                   | Äthiopien                    | Afrika-Cup Vorrunde                              | Bafoussam (Kamerun)                      |                                     |  |
| 23.01.22 | 1:1 n. V. , 7:6 i. E. | Gabun                        | Afrika-Cup Achtelfinale                          | Limbé (Kamerun)                          |                                     |  |
| 29.01.22 | 1:0                   | Tunesien                     | Afrika-Cup Viertelfinale                         | Garoua (Kamerun)                         |                                     |  |
| 02.02.22 | 1:3                   | Senegal                      | Afrika-Cup Halbfinale                            | Yaoundé (Kamerun)                        |                                     |  |
| 05.02.22 | 3:3, 3:5 i. E.        | Kamerun                      | Afrika-Cup Spiel um Platz 3                      | Yaoundé (Kamerun)                        |                                     |  |
| 24.03.22 | 0:5                   | Kosovo                       | Freundschaftsspiel                               | Pristina (Kosovo)                        |                                     |  |
| 29.03.22 | 0:3                   | Belgien                      | Freundschaftsspiel                               | Anderlecht (Belgien)                     | 1. Spiel gegen Belgien              |  |
| 03.06.22 | 2:0                   | Kap Verde                    | Afrikameisterschaft-Qualifikation                | Marrakesch (Marokko)                     |                                     |  |
| 07.06.22 | 3:1                   | Eswatini                     | Afrikameisterschaft-Qualifikation                | Johannesburg (Südafrika)                 |                                     |  |
| 27.08.22 | 0:0                   | Elfenbeinküste               | Afrikanische Nationenmeisterschaft-Qualifikation | Yamoussoukro (Elfenbeinküste)            |                                     |  |
| 04.09.22 | 0:0, 3:5 i. E.        | Elfenbeinküste               | Afrikanische Nationenmeisterschaft-Qualifikation | Agadir (Marokko)                         |                                     |  |
| 23.09.22 | 1:0                   | Demokratische Republik Kongo | Freundschaftsspiel                               | Casablanca (Marokko)                     |                                     |  |
| 27.09.22 | 2:1                   | Komoren                      | Freundschaftsspiel                               | Casablanca (Marokko)                     |                                     |  |
| 19.11.22 | 2:1                   | Elfenbeinküste               | Freundschaftsspiel                               | Marrakesch (Marokko)                     |                                     |  |
| 24.03.23 | 1:0                   | Togo                         | Afrikameisterschaft-Qualifikation                | Marrakesch (Marokko)                     |                                     |  |
| 28.03.23 | 1:1                   | Togo                         | Afrikameisterschaft-Qualifikation                | Lomé (Togo)                              |                                     |  |
| 18.06.23 | 1:3                   | Kap Verde                    | Afrikameisterschaft-Qualifikation                | Praia (Kap Verde)                        |                                     |  |
| 08.09.23 | 0:0                   | Eswatini                     | Afrikameisterschaft-Qualifikation                | Marrakesch (Marokko)                     |                                     |  |
| 12.09.23 | 0:1                   | Marokko                      | Freundschaftsspiel                               | Lens (Frankreich)                        |                                     |  |
| 13.10.23 | 0:0                   | Äquatorialguinea             | Freundschaftsspiel                               | Malabo (Äquatorialguinea)                |                                     |  |
| 17.10.23 | 2:1                   | Mauretanien                  | Freundschaftsspiel                               | Casablanca (Marokko)                     |                                     |  |
| 17.11.23 | 1:1                   | Guinea-Bissau                | Weltmeisterschaft-Qualifikation                  | Marrakesch (Marokko)                     |                                     |  |
| 21.11.23 | 3:0                   | Äthiopien                    | Weltmeisterschaft-Qualifikation                  | El Jadida (Marokko)                      |                                     |  |
| 05.01.24 | 1:2                   | Iran                         | Freundschaftsspiel                               | Kisch (Iran)                             | 1. Spiel gegen den Iran             |  |
| 10.01.24 | 2:1                   | Demokratische Republik Kongo | Freundschaftsspiel                               | Abu Dhabi (Vereinigte Arabische Emirate) |                                     |  |
| 16.01.24 | 1:0                   | Mauretanien                  | Afrika-Cup 2024 Vorrunde                         | Bouaké (Elfenbeinküste)                  |                                     |  |
| 20.01.24 | 2:2                   | Algerien                     | Afrika-Cup 2024 Vorrunde                         | Bouaké (Elfenbeinküste)                  |                                     |  |
| 23.01.24 | 0:2                   | Angola                       | Afrika-Cup 2024 Vorrunde                         | Yamoussoukro (Elfenbeinküste)            |                                     |  |
| 30.01.24 | 1:2                   | Mali                         | Afrika-Cup 2024 Achtelfinale                     | Korhogo (Elfenbeinküste)                 |                                     |  |
| 22.03.24 | 1:2                   | Libyen                       | Freundschaftsspiel                               | Casablanca (Marokko)                     |                                     |  |
| 26.03.24 | 1:1                   | Niger                        | Freundschaftsspiel                               | Berrechid (Marokko)                      |                                     |  |
| 06.06.24 | 1:2                   | Ägypten                      | Weltmeisterschaft-Qualifikation                  | Kairo (Ägypten)                          |                                     |  |
| 10.06.24 | 2:2                   | Sierra Leone                 | Weltmeisterschaft-Qualifikation                  | Bamako (Mali)                            |                                     |  |
| 06.09.24 | 1:1                   | Senegal                      | Afrikameisterschaft-Qualifikation                | Diamniadio (Senegal)                     |                                     |  |
| 10.09.24 | 3:1                   | Malawi                       | Afrikameisterschaft-Qualifikation                | Bamako (Mali)                            |                                     |  |
| 10.10.24 | 4:1                   | Burundi                      | Afrikameisterschaft-Qualifikation                | Abidjan (Elfenbeinküste)                 |                                     |  |
| 13.10.24 | 2:0                   | Burundi                      | Afrikameisterschaft-Qualifikation                | Abidjan (Elfenbeinküste)                 |                                     |  |
| 14.11.24 | 0:1                   | Senegal                      | Afrikameisterschaft-Qualifikation                | Bamako (Mali)                            |                                     |  |
| 18.11.24 | 0:3                   | Malawi                       | Afrikameisterschaft-Qualifikation                | Lilongwe (Malawi)                        |                                     |  |
| 04.01.25 | 1:1                   | Kenia                        | Freundschaftsspiel                               | Gombani (Tansania)                       |                                     |  |
| 06.01.25 | 1:0                   | Sansibar                     | Freundschaftsspiel                               | Gombani (Tansania)                       |                                     |  |
| 09.01.25 | 2:0                   | Tansania                     | Freundschaftsspiel                               | Gombani (Tansania)                       |                                     |  |
| 13.01.25 | 1:2                   | Sansibar                     | Freundschaftsspiel                               | Gombani (Tansania)                       |                                     |  |
| 21.03.25 | 4:1                   | Dschibuti                    | Weltmeisterschaft-Qualifikation                  | El Jadida (Marokko)                      |                                     |  |
| 24.03.25 | 2:1                   | Guinea-Bissau                | Weltmeisterschaft-Qualifikation                  | Bissau (Guinea-Bissau)                   |                                     |  |
| 02.06.25 | 0:2                   | Tunesien                     | Freundschaftsspiel                               | Radès (Tunesien)                         |                                     |  |
| 06.06.25 | 2:0                   | Simbabwe                     | Freundschaftsspiel                               | Mohammedia (Marokko)                     |                                     |  |
| 01.09.25 |                       | Dschibuti                    | Weltmeisterschaft-Qualifikation                  |                                          |                                     |  |
| 08.09.25 |                       | Ägypten                      | Weltmeisterschaft-Qualifikation                  |                                          |                                     |  |
| 06.10.25 |                       | Sierra Leone                 | Weltmeisterschaft-Qualifikation                  |                                          |                                     |  |
| 13.10.25 |                       | Äthiopien                    | Weltmeisterschaft-Qualifikation                  |                                          |                                     |  |
| 24.12.25 |                       | Äquatorialguinea             | Afrika-Cup 2025 Vorrunde                         | Casablanca (Marokko)                     |                                     |  |
| 28.12.25 |                       | Algerien                     | Afrika-Cup 2025 Vorrunde                         | Rabat (Marokko)                          |                                     |  |
| 31.12.25 |                       | Sudan                        | Afrika-Cup 2025 Vorrunde                         | Casablanca (Marokko)                     |                                     |  |